# Aequidens viridis
Espèce
Aequidens viridis est une espèce de poissons perciformes appartenant à la famille des Cichlidae.